# Rufin Schockaert
Pour les articles homonymes, voir Schockaert.
Rufin Schockaert, né Rufin-Rémi Schockaert le 3 septembre 1875 à Oordegem (actuellement intégré à Lede) et mort le 12 décembre 1953, était un poète, latiniste et philosophe (dans sa jeunesse) et médecin (chirurgien-obstétricien belge, qui a notamment contribué à développer le forceps à branches parallèles). Il fut le premier enseignant à produire un cours sur la gynécologie, isolant cette discipline de l'obstétrique, en prônant, autant que possible d'éviter la chirurgie et notamment la césarienne, quand on peut utiliser des alternatives (forceps notamment).

## Éléments de biographie
Poète durant sa jeunesse, il rédige des poèmes de jeunesse en latin, en français, en néerlandais et en allemand (1892-1893 au collège épiscopal d'Eecloo). Ils seront publiés dans un recueil, "Juvenilia" . Polyglotte à l'âge adulte, il parlait couramment 8 langues.
Il se forme en philosophie (licence en philosophie) puis se tourne vers la médecine en 1896. En 1899, il fréquente l'Institut Carnoy où il peut acquérir les principes de la méthode scientifique.

## Formation et vie professionnelle
Il passe son doctorat de médecine en 1902 et est à cette occasion diplômé LPGD après avoir accompli un internat en obstétrique chez Eugène Hubert avec lequel il contribue à concevoir et diffuser l'usage du forceps tel qu'il est encore utilisé de nos jours.
Il est lauréat du concours des bourses de voyage, ce qui va le conduire en Allemagne et en France où il se perfectionnera en obstétrique et gynécologie.
Il effectue ensuite un stage de 6 mois dans le service de Théophile Debaisieux et enfin un séjour aux Pays-Bas.
Il exerce un temps à l’hôpital Saint-Nicolas (Eupen), puis il se voit proposer en 1905 de remplacer son maître Eugène Hubert qui venait de mourir.
En 1909 il est nommé « professeur ordinaire ».
Peu avant la première guerre mondiale (en 1913) il institue un service de gynécologie séparé du service d'obstétrique, contribuant à mettre en valeur cette nouvelle spécialité médicale (antérieurement intégrée dans la chirurgie).
Il continue à développer ce service qui atteindra 45 lits durant la seconde guerre mondiale (en 1940).
Il enseignera à l'Université catholique de Louvain jusqu'à l'âge de 77 ans.

## Reconnaissance
Il était considéré comme un chirurgien brillant, et une manifestation importante a été organisée en 1932 (pour fêter ses 25 ans de professorat).
Un buste et une médaille à son effigie lui ont été offerts à cette occasion.
Le discours fait à cette occasion a été conservé par l'université de Louvain.

## Enseignements
Il donnera de nombreux cours (bilingues, en français et flamand) :
- d'obstétrique (cours en 3 volumes),
- de gynécologie (1 volume)
- de déontologie médicale

## Publication
Il ne semble pas avoir été chercheur à proprement parler, mais il a publié de nombreux articles visant à partager ses savoirs et savoir-faire cliniques (souvent co-publiés Richard Bruynoghe dans la Revue Médicale de Louvain).

## Descendance
Il a eu un fils : Joseph Schockaert (1906 – émérite 1976 - † 1995) qui est également devenu médecin, et qui a développé la laparoscopie, repris l'enseignement de son père (en néerlandais), en laissant son père le continuer en français (jusqu'à son éméritat fêté en en 1950 (à l'âge de 75 ans) puis encore durant 2 ans pour le seul cours de déontologie médicale qui sera ensuite poursuivi en 1952 par Albert Dereymaeker.
Son fils Joseph enseignera ensuite (en deux langues) l'obstétrique et la gynécologie, avec Jacques Ferin (1914 – émérite 1984 - † 1991) qui n'enseignait lui qu'en français, en binôme avec Marcelin Renaer (qui produisait les cours en flamand) jusqu'en 1968.
Sa fille, Godeleive Schockaert, épouse le gynécologue namurois Albert Courtoy, également issu d'une lignée de gynécologues obstétriciens. Leur deuxième fils, Pierre Joseph Courtoy, petit-fils de Rufin, est médecin interniste. Il sera formé à la recherche par le prix Nobel Christian de Duve et est nommé professeur ordinaire à l'université catholique de Louvain.